# Diecezja Nanterre
Diecezja Nanterre (fr. Diocèse de Nanterre, łac. Dioecesis Nemptodurensis) – diecezja Kościoła rzymskokatolickiego we Francji, w metropolii paryskiej. Powstała jako jedna z pięciu diecezji utworzonych w 1966, w ramach reformy administracyjnej Kościoła w regionie stołecznym. Jej granice odpowiadają świeckiemu departamentowi Hauts-de-Seine.